# Sněžná slepota

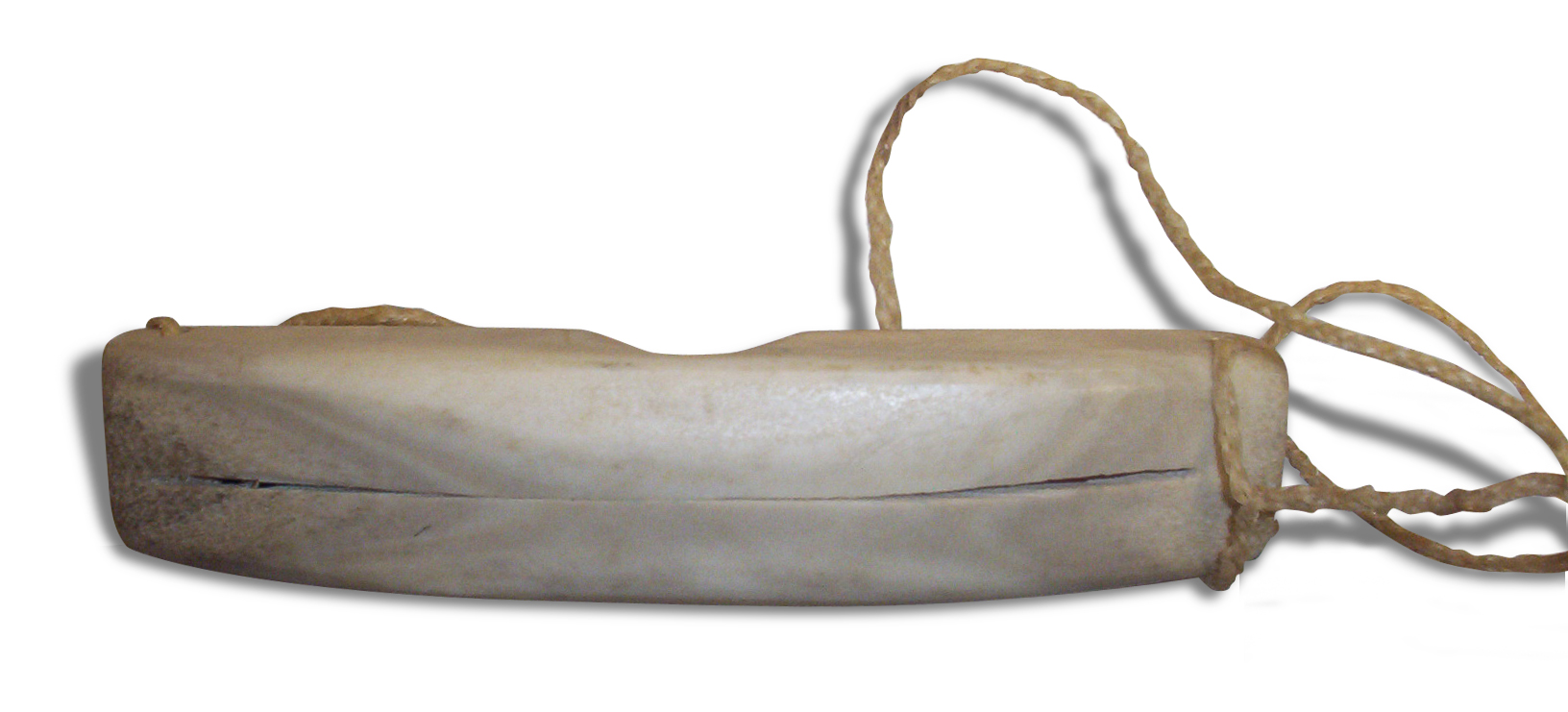
Tradiční inuitské sněhové brýle se škvírou, vyrobené z paroží karibu, chránící proti sněhové slepotě

Sněžná slepota (fotokeratitida) je akutní stav poškození oční rohovky UV zářením, které se projevuje nejprve jako pocit cizího tělesa v oku, později prudkou bolestí očí a neschopností oči otevřít (odtud „slepota“).

## Příčiny a léčba
Sněžná slepota může vzniknout ve vysokohorském prostředí, kde je intenzita UV záření násobena odrazem od sněhu, při nedostatečném chránění očí brýlemi s UV filtry. Podobný stav může nastat také při svářečských pracích opět při nedostatečném chránění zraku.
Léčba se provádí mírněním bolesti lokálními anestetiky, poškozená tkáň rohovky se ve většině případů sama obnoví.

## Sněžná slepota v literatuře (příklady)
- Sněžná slepota je název stejnojmenného románu Kena Folletta

Sněžná slepota je dále zmiňována v řadě vzpomínkových a beletristických publikací, zejména o pobytu v polárních či vysokohorských oblastech, např.:
- Umberto Nobile: Červený stan (vzpomínky na výpravy k severnímu pólu)[3]
- Josef Rakoncaj: K 2/8611 m (příběh horolezce, který bez použití kyslíkového přístroje vystoupil na druhou nejvyšší horu světa)[4]